# Lufttransport

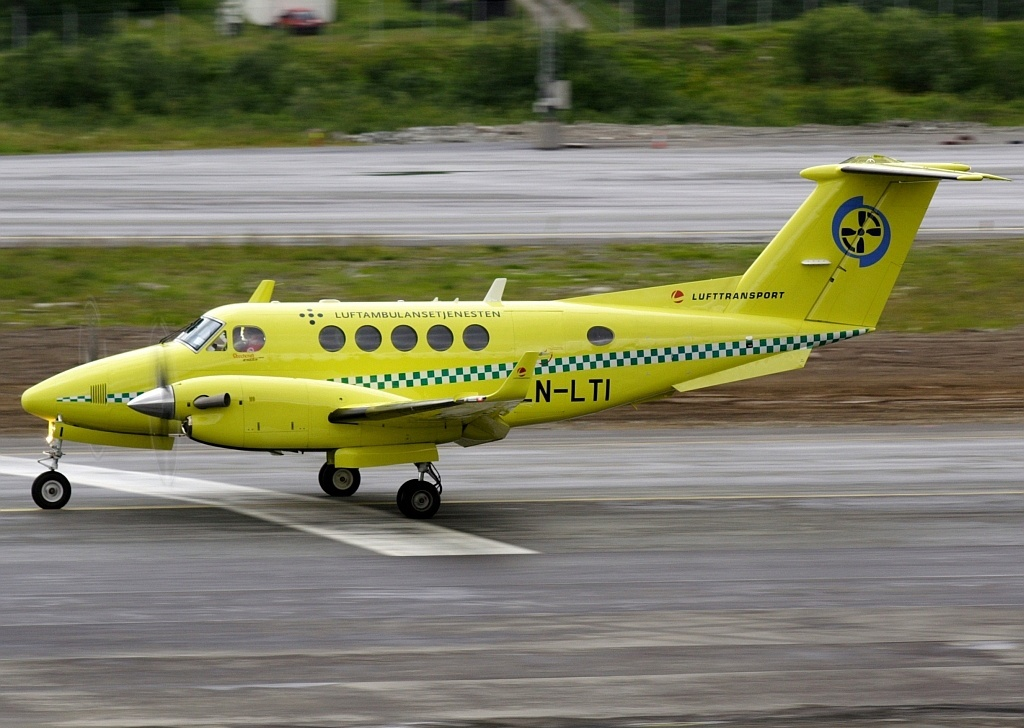
Ambulanza aerea Beechcraft King Air all'aeroporto di Tromsø

La Lufttransport è una compagnia aerea norvegese per elicotteri e aeromobili ad ala fissa, che opera principalmente con elicotteri e aerei in servizio di ambulanza aerea in Norvegia e Svezia. Inoltre, la compagnia aerea offre servizi di sorveglianza per la guardia costiera norvegese, trasporto di piloti di navi e trasporto aereo di linea nel territorio norvegese delle Svalbard.
Ha sede a Tromsø.